# Bronisław Baczko

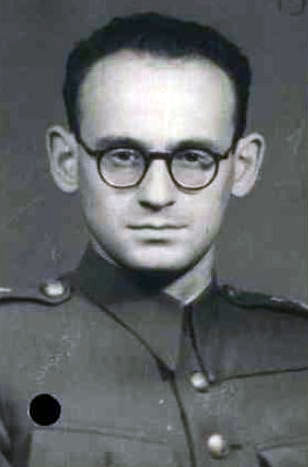
Bronisław Baczko jako major LWP

Bronisław Baczko (ur. 13 czerwca 1924 w Warszawie, zm. 29 sierpnia 2016 w Genewie) – polski filozof, historyk myśli społecznej, współzałożyciel warszawskiej szkoły historyków idei, wykładowca związany z Uniwersytetem Warszawskim (1952–1968), Instytutem Filozofii i Socjologii PAN, Université de Clermont-Ferrand (1969–1973), a od 1973 z Uniwersytetem Genewskim. Doktor honoris causa Université de Tours i Université de Strasbourg II.

## Życiorys
Urodził się w Warszawie w biednej rodzinie żydowskiej jako syn Abrama (Adama) Baczki, który prowadził własny warsztat włókienniczy. Oboje rodziców zamordowali Niemcy. Dzieciństwo spędził w Warszawie. Jego bratem był inżynier i podpułkownik, wiceminister łączności Henryk Baczko.
Po wybuchu II wojny światowej wyjechał do Lwowa, na teren okupacji radzieckiej, a od 1941 przebywał w radzieckich kołchozach. W 1943 wstąpił do tworzonego przez komunistów Wojska Polskiego w ZSRR jako oficer polityczny. Osiągnął stopień podpułkownika. Po powrocie do Polski oddelegowany został do pracy naukowej w nowym ustroju. Należał do Polskiej Zjednoczonej Partii Robotniczej. W październiku 1950 Główny Zarząd Polityczny Wojska Polskiego skierował go na studia do Instytutu Kształcenia Kadr Naukowych, w którym w 1952 obronił pracę doktorską nt. Towarzystwa Demokratycznego Polskiego, której promotorem była prof. Nina Assorodobraj-Kula. Od 1952 zatrudniony na Wydziale Filozofii Uniwersytetu Warszawskiego. Początkowo zaangażowany w rozwój myśli marksistowskiej i w walkę ze szkołą lwowsko-warszawską (napisał m.in. pamflet O poglądach filozoficznych i społeczno-politycznych Tadeusza Kotarbińskiego, TKKN, Warszawa 1951), stopniowo odchodził od marksizmu, by ostatecznie go porzucić. Prowadził znane konwersatoria filozoficzne w Polskiej Akademii Nauk. 
Wychowawca wielu pokoleń polskich filozofów i socjologów – m.in. Jana Garewicza, Marka J. Siemka, Zbigniewa Kuderowicza, Adama Sikory, Jerzego Szackiego, Jerzego Ładyki.
Opublikował studium Rousseau: samotność i wspólnota (1964), w którym wystąpił jako historyk idei, rysujący szerokie, socjologiczne tło dla indywidualnej historii Jana Jakuba. W zbiorze artykułów Człowiek i światopoglądy (1965) zajmował się zarówno zagadnieniami takimi, jak spór Hegla i Rousseau, jak i polską myślą filozoficzną oraz egzystencjalizmem. Po wydarzeniach marcowych 1968 r., został usunięty z Instytutu Filozofii Uniwersytetu Warszawskiego i w 1969 zmuszony do emigracji. Od 1974 związany był z Uniwersytetem Genewskim. Zajmował się przede wszystkim historią rewolucji francuskiej, utopiami i wyobrażeniami zbiorowymi.
Jego książka Hiob, mój przyjaciel była nominowana do Nagrody Literackiej Nike 2002. Laureat prestiżowej nagrody im. Eugenia Balzana za badania nad oświeceniem. Z polskich historyków tę nagrodę, zwaną włosko-szwajcarskim Noblem, wcześniej otrzymał jedynie Andrzej Walicki.

## Najważniejsze prace
- O poglądach filozoficznych i społeczno-politycznych Tadeusza Kotarbińskiego, Instytut Kształcenia Kadr Naukowych przy KC PZPR – Katedra Materializmu Dialektycznego i Historycznego Książka i Wiedza, Warszawa 1951.
- Filozofia francuskiego oświecenia, wybór, tłum., wstęp i przypisy: Bronisław Baczko, wyd. PWN, Warszawa 1961.
- Rousseau: samotność i wspólnota, wyd. PWN, Warszawa 1964.
- Filozofia i socjologia XX wieku, t. 1–2, Bronisław Baczko (red.), Wiedza Powszechna, Warszawa 1965.
- Człowiek i światopoglądy, wyd. PWN, Warszawa 1965.
- Filozofia polska, Bronisław Baczko (red.), Wiedza Powszechna, Warszawa 1967.
- Wyobrażenia społeczne: szkice o nadziei i pamięci zbiorowej, przeł. z franc. Małgorzata Kowalska, wyd. PWN, Warszawa 1994.
- Hiob, mój przyjaciel: obietnice szczęścia i nieuchronność zła (1997), przeł. z franc. Jerzy Niecikowski i Małgorzata Kowalska, wyd. PWN, Warszawa 2001.
- Jak wyjść z Terroru: Termidor a Rewolucja, przeł. z franc. Wiktor Dłuski, wydawca Słowo/Obraz Terytoria, Gdańsk 2005.

## Ordery i odznaczenia
- Złoty Krzyż Zasługi (9 stycznia 1947)[7]
- Medal 10-lecia Polski Ludowej (24 stycznia 1955)[8]

## Nagrody i wyróżnienia
- Doktor honoris causa Université de Tours (1999) i Université de Strasbourg II (1981)
- Laureat nagrody im. Eugenia Balzana (2011)[6]
- Laureat nagrody im. księdza Józefa Tischnera (2002)[9][10]
- Nominowany do Nagrody Literackiej Nike (2002)[5]
- Laureat nagrody Biguet (1990)